# Rocket Lab Launch Complex 2
Der Rocket Lab Launch Complex 2 ist der zweite Startplatz für die Electron-Rakete des US-amerikanisch-neuseeländischen Raumfahrtunternehmens Rocket Lab. Ein erster Start von diesem Platz fand im Januar 2023 statt.

## Lage
Der Launch Complex 2 ist Teil des Weltraumbahnhofs Mid-Atlantic Regional Spaceport auf der Insel Wallops Island im US-Bundesstaat Virginia. Dieser Standort wurde nach Aussage von Rocket Lab wegen der relativ großen Bahnneigungen, die aufgrund seiner nördlichen Lage erreichbar sind, gewählt, obwohl der Weltraumbahnhof Pacific Spaceport Complex – Alaska 20 Grad weiter nördlich liegt. Für in den USA ansässige Kunden von Rocket Lab bietet der LC-2 den Vorteil, dass ihre Satelliten nicht nach Neuseeland exportiert und transportiert werden müssen.

## Geschichte und Entwicklung
Die Bauarbeiten am Startplatz begannen im Februar 2019. Im Dezember desselben Jahres waren sie abgeschlossen. Ein erster Start war für Mitte 2020 geplant, verzögerte sich jedoch wegen Softwarefehlern im von der NASA entwickelten Flugabbruchsystem um zweieinhalb Jahre. Vom Launch Complex 2 können bis zu 12 Missionen pro Jahr starten, zusätzlich zu den 120 Starts, die jährlich vom Launch Complex 1 (Māhia Peninsula, Neuseeland) möglich sein sollen.

## Einrichtungen
Der Startplatz verfügt über eine 66 Tonnen schwere Startplattform, an dieser ist ein 7,6 Tonnen schwerer, etwa 13,4 Meter (44 Fuß) langer Träger montiert. Sie wurden von Steel America in Norfolk (Virginia) gebaut. Der Launch Complex 2 entspricht somit weitgehend dem Launch Complex 1.